# گران‌نواختر
گران‌نواختر (انگلیسی: Kilonova) یا ابرنواختر فرآیندِ R یا کیلونوا یک رویداد ستاره‌شناسی گذرا است که در سامانه‌های دوتایی فشرده رخ می‌دهد و در طی آن یک ستاره نوترونی با یک سیاه‌چاله یا یک ستارهٔ نوترونی دیگر ممتزج می‌شود.
در انفجار گران‌نواختر، پرتوهای کوتاه گاما و تابش‌های الکترومغناطیسی قوی که به سبب واپاشی هسته‌ای هسته‌های سنگینِ فرایند آر تولید شده‌اند، مشاهده می‌شود که به‌طور همسان‌گرد پس از فرایند برخورد ساطع می‌شوند.
اصطلاح kilonova (گران‌نواختر) در سال ۲۰۱۰ برای توصیف اوج درخشندگی به اندازهٔ حدود ۱۰۰۰ برابر یک نواختر توسط متسگر و همکاران ارائه شد. در اکتبر ۲۰۱۸، ستاره شناسان گزارش دادند که GRB 150101B (یک رویداد انفجار پرتوی گاما که در سال ۲۰۱۵ کشف شده‌است) ممکن است قرین تاریخی GW170817 (یک رویداد موج گرانشی که در سال ۲۰۱۷ شناسایی شده‌است) باشد که با ادغام دو ستاره نوترونی مرتبط است. شباهت‌های بین این دو رویداد، از نظر اشعه گاما ، انتشار نوری و اشعه ایکس و همچنین ماهیت کهکشان‌های میزبان مرتبط، قابل توجه در نظر گرفته می‌شود و این شباهت قابل توجه نشان می‌دهد که دو رویداد جداگانه و مستقل ممکن است هر دو نتیجه ادغام ستاره‌های نوترونی باشند.